# Schwarzhorn (Berner Alpen)
Das Schwarzhorn ⓘ (2927,7 m ü. M.) – gemäß amtlicher Karte Schwarzhoren – ist der höchste Berg der Gemeinde Brienz und gilt als einer der schönsten Aussichtsgipfel des Berner Oberlandes. Von der Brienzerseite her verläuft der Gebirgspfad von der Axalp über Chüemad und Oberberg auf das Schwarzhorn. Nördlich der Grossen Scheidegg gelegen, wird die Mühe eines Aufstiegs belohnt durch die Rundsicht in die Innerschweiz, das Berner Oberland Ost und auf die Berner Alpen.
Von der Grindelwalder Seite führt ab der First ein Gebirgspfad, welcher ab dem Schilt gut markiert ist. Versierte Berggänger wählen den Aufstieg über Grosse Chrinne über den Klettersteig entlang des Westgrats. Für diese Begehung ist ein Klettergurt mit Selbstsicherung notwendig. Für weniger Erfahrene kann diese Tour auch mit einem Bergführer gemacht werden. Ein kleiner Gletscher, das blau Gletscherli, befindet sich in der Nordflanke des Gipfels.
Das Schwarzhorn liegt in dem gleichnamigen eidgenössischen Jagdbanngebiet.

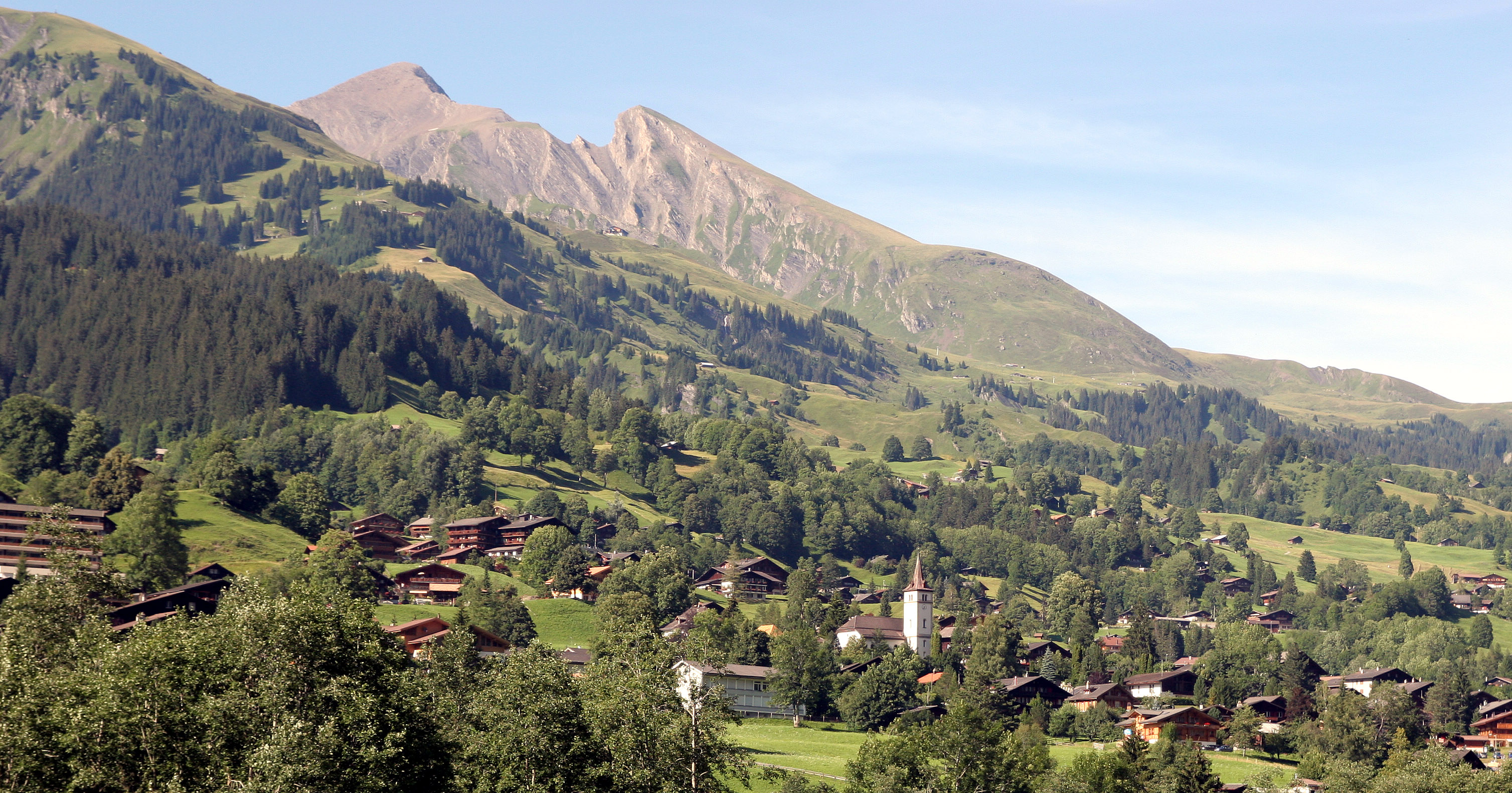
Das Schwarzhorn von Grindelwald Grund aus gesehen. Darunter liegt Grindelwald.
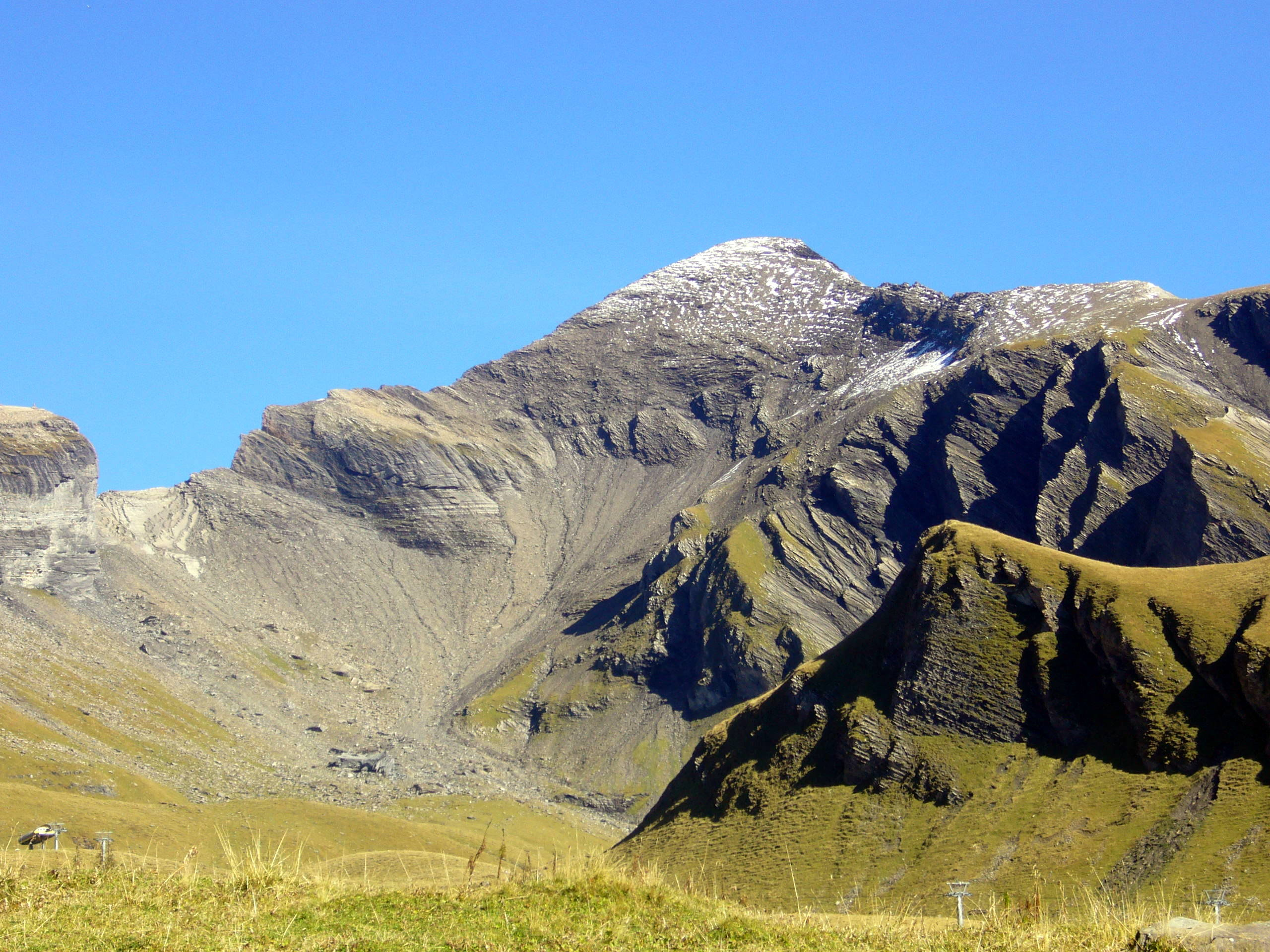
Schwarzhorn von First gesehen
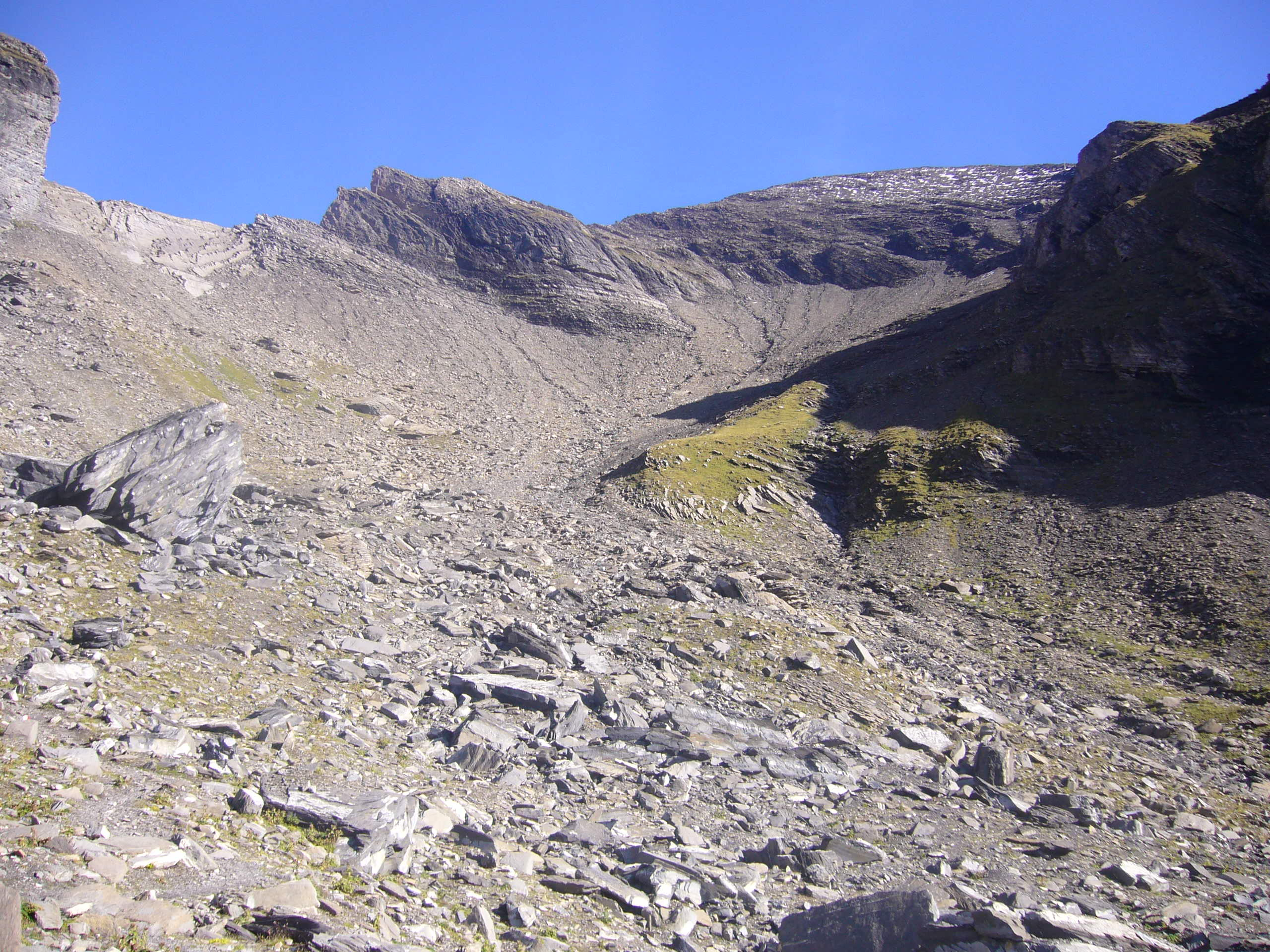
Aufstieg aufs Schwarzhorn